# 毛利元直 (吉敷毛利家)
毛利 元直（もうり もとなお、享保元年11月23日（1717年1月5日） - 宝暦3年4月19日（1753年5月21日））は、長州藩一門家老である吉敷毛利家の6代当主。
父は毛利広包。正室は阿川毛利広規の娘。子は毛利就将、毛利直道。通称は久之允、市正。

## 生涯
享保元年（1716年）、一門家老・毛利広包の子として生まれる。藩主・毛利吉元の偏諱を受け、元直と名乗る。元文2年（1737年）、広包の死去により家督を相続し、一門家老・吉敷領主となる。元文5年（1740年）、祖父の就直の代より行っていた周防国平田の開作（干拓事業）により647石が知行に加増される。
宝暦3年（1753年）4月19日死去。享年38。家督は嫡男の就将が相続した。
毛利元直に仕えた中原喜兵衛介之は、詩人・中原中也の先祖である。